# 徳久克己
徳久 克己（とくひさ かつみ、1910年3月20日 - 2001年4月）は、元生長の家理事長。産婦人科医。医学博士。

## 概要
高知県出身。1937年、岡山医科大学卒業。1942年、「「ビタミン」B1およびB2の雌性性器に及ぼす実験的研究」で医学博士。戦争中は満州で病院長を務める。戦後、生長の家本部練成道場設立や、ブラジル、アメリカ合衆国、中華民国での布教活動に尽力。生長の家関係の要職を歴任し、1982年、生長の家本部理事長。
1983年にはカトリック東京大司教の白柳誠一や全日本仏教婦人連盟の山本杉、日蓮宗管長の金子日威らと「〝生命尊重の日〟実行委員会」を結成した。これは優生保護法が制定された7月13日を「生命尊重の日」として、優生思想や堕胎に反対していこうという運動であった。医者でもあった徳久はこうしたプロライフ運動に積極的に取り組んだ。
いわゆる生長の家の「飛田給派」（政治活動に熱心な派閥）の中心人物とみられており、生長の家の多くの幹部・信徒に影響を与えた。徳久が理事長に就任する直前には本部派の理事長が突如解任されるなどしたため、徳久が政治活動に積極的な飛田給派の方針を行うという予想もあったが、実際には彼が理事長に就任した時に生長の家政治連合の活動停止が決定された。この決定に反発した飛田給派の一部の人間が生長の家本流運動の流れとなる。
2001年4月、死去。

### 影響
主な影響を受けた人物としては楠本加美野（前生長の家宇治別格本山総務）や和田一夫（元ヤオハン社長）らがいる。
死後も信徒の中では特別視されており、特に彼の活動拠点となった生長の家本部直轄道場（飛田給道場）では2016年に「十五年祭」が執り行われるなど、今でも強い尊敬を集めている。

## 著書
- 『夫と妻の間 或る産婦人科醫の手帳』日本教文社 1948
- 『結婚の幸福』日本教文社 1949
- 『心の解剖刀』日本教文社 1951
- 『愛情の分析 特に女性の性愛について』日本教文社 教文新書 1956
- 『よろこびの発見 科学から宗教へ』日本教文社 1957
- 『心とカラダと運命』日本教文社 1967
- 『「生命の実相」に学ぶ』日本教文社 1973
- 『栄える広場』日本教文社 1974
- 『繁栄は心で』日本教文社 1981
- 『幸運をよぶ』日本教文社 1986
- 『心の持ち方一つ』日本教文社 1989
- 『運のいい子の育て方』日本教文社 1990
- 『誰でも成功できる』日本教文社 1992
- 『必ず幸せになる道 笑顔で明るく楽しく』日本教文社 1994
- 『人生をたのしく』日本教文社 1996
- 『明るく生きるための鍵』日本教文社 2000